# Castillo de Hornos

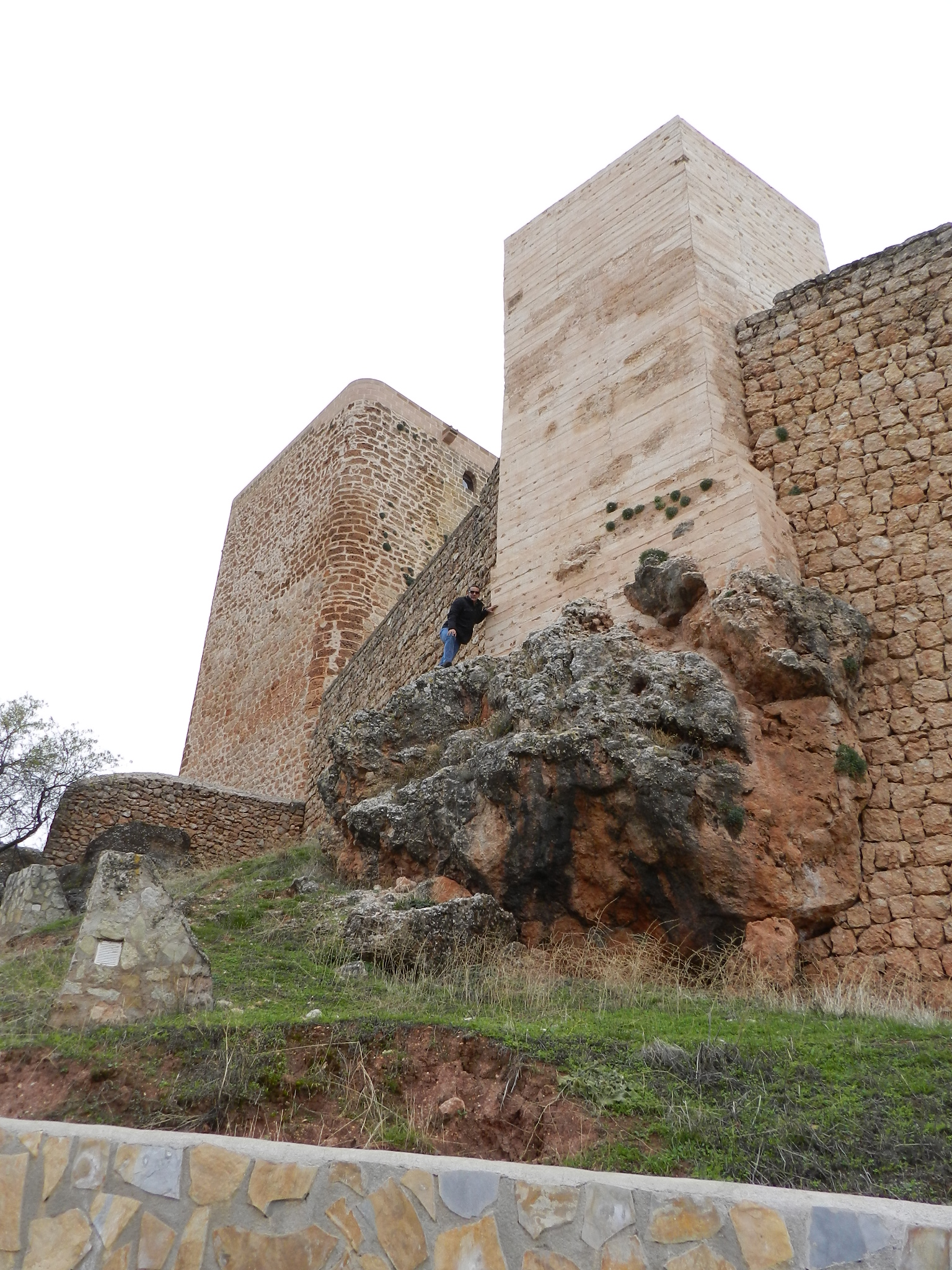
Vista de dos de los torreones del castillo de Hornos

El castillo de Hornos es una fortaleza del siglo XIII, situada en el pueblo de Hornos, en pleno parque natural de las Sierras de Cazorla, Segura y Las Villas, Jaén (España). Está declarado Bien de Interés Cultural, conforme al decreto de 22 de abril de 1949.
Formaba parte de un sistema de fortificaciones que demuestran las complejas vicisitudes fronterizas de aquel territorio desde el siglo XII al XIV y supuso, junto con el Castillo de Segura de la Sierra, una de las fortalezas más recias y fuertes de toda la Sierra de Segura.
El papel del castillo era el resguardo de población, así como recoger avisos que desde el valle alto del Guadalquivir transmitían las Torres de Bujarcaiz y del Castillo de Bujaraiza.

## Descripción
Está situado en la parte más alta de la colina rocosa en que se emplaza el pueblo.
Según la descripción gráfica de Berges Roldán, el recinto principal del castillo tenía una forma aproximadamente trapezoidal, con la Torre del homenaje adosada al lienzo noroeste de la muralla y tres torreones en línea con esta, dos de ellos, situados al norte, fuera del recinto, aunque unidos por una cerca.
La Torre del homenaje tiene planta cuadrada, con 8,60 m de lado, con las esquinas redondeadas, lo cual era usual en las construcciones relacionadas con la Orden de Santiago. Incluye un aljibe y, en su parte superior, dos estancias superpuestas, sostenidas por bóvedas.
Todo el castillo está construido con mampostería menuda.

## Historia
Su construcción se data entre los siglos XIII y XIV, aunque posiblemente se construyó sobre otra fortaleza anterior musulmana, puesto que las crónicas de la época de Al-Ándalus citaban un Hisn Furnus en la zona, y el aljibe es de clara factura anterior. En 1239, Fernando III formalizó su posesión por el maestre santiaguero, y tanto la Relación de Francisco de León, como la de Felipe II (1575), describen pormenorizadamente la fortaleza.
Durante el siglo XX el castillo estaba prácticamente reducido a escombros. Fue a principio de los años 70 cuando la Dirección General de Bellas Artes comenzó la rehabilitación a través de un proyecto del arquitecto Luis Berges. Dicho proyecto quedó interrumpido. Tras varios intentos, a finales de los años 90, la rehabilitación completa del castillo se comenzó en 2006 quedando finalizada en el año 2011.

## Actualidad
El Castillo aloja, desde 2012, un Museo y Centro de Observación Astronómica, bajo el nombre de Cosmolarium. Se basa en la idea del Director de la Ciudad de las Artes y las Ciencias de Valencia, Manuel Toharia, quien apuntó la idoneidad del lugar debido a la pureza y oscuridad de sus cielos. Tras permanecer cerrado debido a la pandemia de covid reabrió sus puertas en la Semana Santa de 2022 con visitas guiadas, actividades diversas y algunas observaciones nocturnas públicas. En la terraza de la última planta hay un pequeño observatorio que se utiliza para este propósito.